# 奧爾拉河 (巴雷奇河支流)
51°34′07″N 16°40′02″E / 51.568570°N 16.667127°E
奧爾拉河是波蘭的河流，位於該國中西部，流經下西里西亞省和大波蘭省，屬於巴雷奇河的右支流，河道全長95公里，流域面積97平方公里，河口處在翁索什以西。